# Wereldkampioenschap Twenty20 2010
Het Wereldkampioenschap Twenty20 2010 is het wereldkampioenschap cricket in de vorm Twenty20, dat in de West-Indië werd gehouden van 30 april tot en met 16 mei 2010. Aan het toernooi deden bij de mannen 12 landen mee. De tien testcricketlanden waren direct geplaatst en twee landen konden zich via kwalificatiewedstrijden plaatsen. Dit lukte Afghanistan en Ierland. Engeland werd wereldkampioen.

## Speelsteden
Alle wedstrijden worden in de volgende drie stadions gespeeld:
| Gros Islet, St Lucia                 | Bridgetown, Barbados               | Providence                            |
| ------------------------------------ | ---------------------------------- | ------------------------------------- |
| Beausejour Stadium Capaciteit:20.000 | Kensington Oval Capaciteit: 28.000 | Providence Stadium Capaciteit: 15.000 |
|                                      |                                    |                                       |
| · Gros Islet Bridgetown Providence   |                                    |                                       |

## Groepen
De groepen werden bekendgemaakt in juli 2009.
| Groep A        | Groep B           | Groep C         | Groep D        |
| -------------- | ----------------- | --------------- | -------------- |
| Pakistan (1)   | Sri Lanka (2)     | Zuid-Afrika (3) | West-Indië (4) |
| Bangladesh (9) | Nieuw-Zeeland (5) | India (7)       | Engeland (6)   |
| Australië (10) | Zimbabwe          | Afghanistan     | Ierland        |

- Afghanistan en Ireland zijn gekwalificeerd via de 2010 ICC World Twenty20 Qualifier.
- Doordat Zimbabwe zich in 2009 hebben teruggetrokken zijn niet geplaatst.

## Programma

### Groepsfase

#### Groep A
| Team           | Seed | Pld | W | L | NR | NRR    | Pts |
| -------------- | ---- | --- | - | - | -- | ------ | --- |
| Australië (10) |      | 2   | 2 | 0 | 0  | +1.291 | 2   |
| Pakistan (1)   | A1   | 2   | 1 | 1 | 0  | −0.325 | 2   |
| Bangladesh (9) | A2   | 2   | 0 | 2 | 0  | −0.972 | 0   |

| 1 mei Scorecard | Pakistan 172/3 (20 overs)                          | v | Bangladesh 151/7 (20 overs)                            | Pakistan wint met 21 runs Beausejour Stadium, Gros Islet, Saint Lucia Umpires: Asoka de Silva (SL) en Rod Tucker (Aus) Man of the Match: Salman Butt (Pak) |
| 1 mei Scorecard | Salman Butt 73 (46) Shakib Al Hasan 2/27 (4 overs) |   | Mohammad Ashraful 65 (49) Mohammad Sami 3/29 (4 overs) | Pakistan wint met 21 runs Beausejour Stadium, Gros Islet, Saint Lucia Umpires: Asoka de Silva (SL) en Rod Tucker (Aus) Man of the Match: Salman Butt (Pak) |
|                 |                                                    |   |                                                        | |

| 2 mei Scorecard | Australië 191 (20 overs)                           | v | Pakistan 157 (20 overs)                         | Australië wint met 34 runs Beausejour Stadium, Gros Islet, Saint Lucia Umpires: Asoka de Silva (SL) and Shavir Tarapore (Ind) Man of the Match: Shane Watson (Aus) |
| 2 mei Scorecard | Shane Watson 81 (49) Mohammad Aamer 3/23 (4 overs) |   | Misbah-ul-Haq 41 (31) Shaun Tait 3/20 (4 overs) | Australië wint met 34 runs Beausejour Stadium, Gros Islet, Saint Lucia Umpires: Asoka de Silva (SL) and Shavir Tarapore (Ind) Man of the Match: Shane Watson (Aus) |
|                 |                                                    |   |                                                 | |

| 5 mei 18:00 GMT Scorecard                                    | Australië 141/7 (20 overs)                             | v | Bangladesh 114 (18.4 overs)                        | Australië wint met 27 runs Kensington Oval, Bridgetown, Barbados Umpires: Aleem Dar (Pak) en Billy Doctrove (WI) Man of the Match: Michael Hussey (Aus) |
| 5 mei 18:00 GMT Scorecard                                    | Michael Hussey 47* (29) Shakib Al Hasan 2/24 (4 overs) |   | Shakib Al Hasan 28 (28) Dirk Nannes 4/18 (4 overs) | Australië wint met 27 runs Kensington Oval, Bridgetown, Barbados Umpires: Aleem Dar (Pak) en Billy Doctrove (WI) Man of the Match: Michael Hussey (Aus) |
| - Australië won de toss en besloot als eerste te gaan Batten |                                                        |   |                                                    | |

#### Groep B
| Team              | Seed | Pld | W | L | NR | NRR    | Pts |
| ----------------- | ---- | --- | - | - | -- | ------ | --- |
| Nieuw-Zeeland (5) | B2   | 2   | 2 | 0 | 0  | +0.428 | 4   |
| Sri Lanka (2)     | B1   | 2   | 1 | 1 | 0  | +0.355 | 2   |
| Zimbabwe          |      | 2   | 0 | 2 | 0  | −1.595 | 0   |

| 30 april Scorecard | Sri Lanka 135/6 (20 overs)                           | v | Nieuw-Zeeland 139/8 (19.5 overs)                        | Nieuw-Zeeland wint met 2 wickets Providence Stadium, Providence, Guyana Umpires: Steve Davis (Aus) en Rudi Koertzen (ZA) Man of the Match: Nathan McCullum (NZ) |
| 30 april Scorecard | Mahela Jayawardene 81 (51) Shane Bond 2/35 (4 overs) |   | Jesse Ryder 42 (27) Muttiah Muralitharan 2/25 (4 overs) | Nieuw-Zeeland wint met 2 wickets Providence Stadium, Providence, Guyana Umpires: Steve Davis (Aus) en Rudi Koertzen (ZA) Man of the Match: Nathan McCullum (NZ) |
|                    |                                                      |   |                                                         | |

| 3 mei Scorecard | Sri Lanka 173/7 (20 overs)                           | v | Zimbabwe 29/1 (5 overs) | Sri Lanka wint met 14 runs Providence Stadium, Providence, Guyana Umpires: Billy Doctrove (WI) en Ian Gould (Eng) Man of the Match: Mahela Jayawardene (SL) |
| 3 mei Scorecard | Mahela Jayawardene 100 (64) Ray Price 2/31 (4 overs) |   | Tatenda Taibu 12* (13)  | Sri Lanka wint met 14 runs Providence Stadium, Providence, Guyana Umpires: Billy Doctrove (WI) en Ian Gould (Eng) Man of the Match: Mahela Jayawardene (SL) |
|                 |                                                      |   |                         | |

| 4 mei Scorecard | Zimbabwe 84 (15.1 overs)                         | v | Nieuw-Zeeland 36/1 (8.1 overs)                          | Nieuw-Zeeland wint met 7 runs Providence Stadium, Providence, Guyana Umpires: Asad Rauf (Pak) en Steve Davis (Aus) Man of the Match: Nathan McCullum (NZ) |
| 4 mei Scorecard | Tatenda Taibu 21 (14) Scott Styris 3/5 (2 overs) |   | Brendon McCullum 22* (26) Prosper Utseya 1/21 (4 overs) | Nieuw-Zeeland wint met 7 runs Providence Stadium, Providence, Guyana Umpires: Asad Rauf (Pak) en Steve Davis (Aus) Man of the Match: Nathan McCullum (NZ) |
|                 |                                                  |   |                                                         | |

#### Groep C
| Team            | Seed | Pld | W | L | NR | NRR    | Pts |
| --------------- | ---- | --- | - | - | -- | ------ | --- |
| India (7)       | C2   | 2   | 2 | 0 | 0  | +1.495 | 4   |
| Zuid-Afrika (3) | C1   | 2   | 1 | 1 | 0  | +1.125 | 2   |
| Afghanistan     |      | 2   | 0 | 2 | 0  | −2.446 | 0   |

| 1 mei Scorecard | Afghanistan 115/8 (20 overs)                 | v | India 116/3 (14.5 overs)                        | India wint met 7 wickets Beausejour Stadium, Gros Islet, Saint Lucia Umpires: Aleem Dar (Pak) and Marais Erasmus (SA) Man of the Match: Ashish Nehra (Ind) |
| 1 mei Scorecard | Noor Ali 50 (48) Ashish Nehra 3/19 (4 overs) |   | Murali Vijay 48 (46) Hamid Hassan 1/8 (3 overs) | India wint met 7 wickets Beausejour Stadium, Gros Islet, Saint Lucia Umpires: Aleem Dar (Pak) and Marais Erasmus (SA) Man of the Match: Ashish Nehra (Ind) |
|                 |                                              |   |                                                 | |

| 2 mei Scorecard | India 186/5 (20 overs)                               | v | Zuid-Afrika 172/5 (20 overs)                       | India wint met 14 runs Beausejour Stadium, Gros Islet, Saint Lucia Umpires: Aleem Dar (Pak) en Simon Taufel (Aus) Man of the Match: Suresh Raina (Ind) |
| 2 mei Scorecard | Suresh Raina 101 (60) Rory Kleinveldt 2/48 (4 overs) |   | Jacques Kallis 73 (54) Yusuf Pathan 2/42 (4 overs) | India wint met 14 runs Beausejour Stadium, Gros Islet, Saint Lucia Umpires: Aleem Dar (Pak) en Simon Taufel (Aus) Man of the Match: Suresh Raina (Ind) |
|                 |                                                      |   |                                                    | |

| 5 mei 22:00 GMT Scorecard | Afghanistan 139/7 (20 overs)                       | v | Zuid-Afrika 80 (16 overs)                          | Zuid-Afrika wint met 59 runs Kensington Oval, Bridgetown, Barbados Umpires: Ian Gould (Eng) and Simon Taufel (Aus) Man of the Match: Morne Morkel (SA) |
| 5 mei 22:00 GMT Scorecard | Jacques Kallis 34 (33) Hamid Hassan 3/21 (4 overs) |   | Mirwais Ashraf 23 (25) Morne Morkel 4/20 (3 overs) | Zuid-Afrika wint met 59 runs Kensington Oval, Bridgetown, Barbados Umpires: Ian Gould (Eng) and Simon Taufel (Aus) Man of the Match: Morne Morkel (SA) |
|                           |                                                    |   |                                                    | |

#### Groep D
| Team          | Seed | Pld | W | L | NR | NRR    | Pts |
| ------------- | ---- | --- | - | - | -- | ------ | --- |
| West-Indië(4) | D1   | 2   | 2 | 0 | 0  | +2.780 | 4   |
| Engeland (6)  | D2   | 2   | 0 | 1 | 1  | −0.452 | 1   |
| Ierland       |      | 2   | 0 | 1 | 1  | −3.500 | 1   |

| 30 april Scorecard | West-Indië 138/9 (20 overs)                         | v | Ierland 68 (16.4 overs)                          | West Indië wint met 70 runs Providence Stadium, Providence, Guyana Umpires: Asad Rauf (Pak) and Billy Bowden (NZ) Man of the Match: Darren Sammy (WI) |
| 30 april Scorecard | Darren Sammy 30 (17) George Dockrell 3/16 (4 overs) |   | Gary Wilson 17 (34) Darren Sammy 3/8 (3.4 overs) | West Indië wint met 70 runs Providence Stadium, Providence, Guyana Umpires: Asad Rauf (Pak) and Billy Bowden (NZ) Man of the Match: Darren Sammy (WI) |
|                    |                                                     |   |                                                  | |

| 3 mei Scorecard                                    | Engeland 191/5 (20 overs)                       | v | West-Indië 60/2 (5.5 overs)                     | West Indië wint met 8 wickets (D/L) Providence Stadium, Providence, Guyana Umpires: Tony Hill (NZ) en Rudi Koertzen (ZA) Man of the Match: Darren Sammy (WI) |
| 3 mei Scorecard                                    | Eoin Morgan 55 (35) Darren Sammy 2/22 (4 overs) |   | Chris Gayle 25 (12) Graeme Swann 2/24 (2 overs) | West Indië wint met 8 wickets (D/L) Providence Stadium, Providence, Guyana Umpires: Tony Hill (NZ) en Rudi Koertzen (ZA) Man of the Match: Darren Sammy (WI) |
| - Door de regen kwam West-Indië maar tot 6 innings |                                                 |   |                                                 | |

| 4 mei Scorecard                                                        | Engeland 120/8 (20 overs)                        | v | Ierland 14/1 (3.3 overs)                             | geen resultaat Providence Stadium, Providence, Guyana Umpires: Billy Bowden (NZ) en Tony Hill (NZ) |
| 4 mei Scorecard                                                        | Eoin Morgan 45 (37) Kevin O'Brien 2/22 (3 overs) |   | Niall O'Brien 9* (5) Ryan Sidebottom 1/9 (1.3 overs) | geen resultaat Providence Stadium, Providence, Guyana Umpires: Billy Bowden (NZ) en Tony Hill (NZ) |
| - Door regen kwam Ierland maar tot 3.3 overs dus de wedstrijd afgelast |                                                  |   |                                                      | |

### Super 8

#### Groep E
| Team               | Pld | G | V | NR | NRR    | Pts |
| ------------------ | --- | - | - | -- | ------ | --- |
| Engeland (D2)      | 3   | 3 | 0 | 0  | +0.962 | 6   |
| Pakistan (A1)      | 3   | 1 | 2 | 0  | +0.041 | 2   |
| Nieuw-Zeeland (B2) | 3   | 1 | 2 | 0  | −0.373 | 2   |
| Zuid-Afrika (C1)   | 3   | 1 | 2 | 0  | −0.617 | 2   |

| 6 mei 14:30 GMT Scorecard | Pakistan 147/9 (20 overs)                        | v | Engeland 148/4 (19.3 overs)                           | Engeland wint met 6 wickets Kensington Oval, Bridgetown, Barbados Umpires: Billy Bowden (NZ) en Rudi Koertzen (ZA) Man of the Match: Kevin Pietersen (Eng) |
| 6 mei 14:30 GMT Scorecard | Salman Butt 34 (26) Michael Yardy 2/19 (4 overs) |   | Kevin Pietersen 70* (52) Saeed Ajmal 2/15 (3.3 overs) | Engeland wint met 6 wickets Kensington Oval, Bridgetown, Barbados Umpires: Billy Bowden (NZ) en Rudi Koertzen (ZA) Man of the Match: Kevin Pietersen (Eng) |
|                           |                                                  |   |                                                       | |

| 6 mei 18:30 GMT Scorecard | Zuid-Afrika 170/4 (20 overs)                      | v | Nieuw-Zeeland 157/7 (20 overs)                 | Zuid-Afrika wint met 13 runs Kensington Oval, Bridgetown, Barbados Umpires: Aleem Dar (Pak) en Steve Davis (Aus) Man of the Match: Albie Morkel (ZA) |
| 6 mei 18:30 GMT Scorecard | AB de Villiers 47* (39) Jacob Oram 1/22 (3 overs) |   | Jesse Ryder 33 (28) Johan Botha 2/23 (3 overs) | Zuid-Afrika wint met 13 runs Kensington Oval, Bridgetown, Barbados Umpires: Aleem Dar (Pak) en Steve Davis (Aus) Man of the Match: Albie Morkel (ZA) |
|                           |                                                   |   |                                                | |

| 8 mei 14:30 GMT Scorecard | Pakistan 132/7 (20 overs)                          | v | Nieuw-Zeeland 133/7 (20 overs)                 | Nieuw-Zeeland wint met 1 run Kensington Oval, Bridgetown, Barbados Umpires: Billy Doctrove (WI) en Ian Gould (Eng) Man of the Match: Ian Butler (NZ) |
| 8 mei 14:30 GMT Scorecard | Daniel Vettori 38 (34) Abdur Rehman 2/19 (3 overs) |   | Salman Butt 67* (54) Ian Butler 3/19 (4 overs) | Nieuw-Zeeland wint met 1 run Kensington Oval, Bridgetown, Barbados Umpires: Billy Doctrove (WI) en Ian Gould (Eng) Man of the Match: Ian Butler (NZ) |
|                           |                                                    |   |                                                | |

| 8 mei 18:30 GMT Scorecard | Engeland 168/7 (20 overs)                          | v | Zuid-Afrika 129 (19 overs)                       | Engeland wint met 39 runs Kensington Oval, Bridgetown, Barbados Umpires: Aleem Dar (Pak) and Steve Davis (Aus) Man of the Match: Kevin Pietersen (Eng) |
| 8 mei 18:30 GMT Scorecard | Kevin Pietersen 53 (33) Johan Botha 2/15 (4 overs) |   | JP Duminy 39 (25) Ryan Sidebottom 3/23 (4 overs) | Engeland wint met 39 runs Kensington Oval, Bridgetown, Barbados Umpires: Aleem Dar (Pak) and Steve Davis (Aus) Man of the Match: Kevin Pietersen (Eng) |
|                           |                                                    |   |                                                  | |

| 10 mei 14:30 GMT Scorecard | Pakistan 148/7 (20 overs)                          | v | Zuid-Afrika 137/7 (20 overs)                      | Pakistan wint met 11 runs Beausejour Stadium, Gros Islet, Saint Lucia Umpires: Billy Doctrove (WI) and Ian Gould (Eng) Man of the Match: Umar Akmal (Pak) |
| 10 mei 14:30 GMT Scorecard | Umar Akmal 51 (33) Charl Langeveldt 4/19 (4 overs) |   | AB de Villiers 53 (41) Saeed Ajmal 4/26 (4 overs) | Pakistan wint met 11 runs Beausejour Stadium, Gros Islet, Saint Lucia Umpires: Billy Doctrove (WI) and Ian Gould (Eng) Man of the Match: Umar Akmal (Pak) |
|                            |                                                    |   |                                                   | |

| 10 mei 18:30 GMT Scorecard | Nieuw-Zeeland 149/6 (20 overs)                  | v | Engeland 153/7 (19.1 overs)                     | Engeland wint met 3 wickets Beausejour Stadium, Gros Islet, Saint Lucia Umpires: Steve Davis (Aus) en Simon Taufel (Aus) Man of the Match: Tim Bresnan (Eng) |
| 10 mei 18:30 GMT Scorecard | Ross Taylor 44 (33) Graeme Swann 2/31 (4 overs) |   | Eoin Morgan 40 (34) Scott Styris 2/16 (3 overs) | Engeland wint met 3 wickets Beausejour Stadium, Gros Islet, Saint Lucia Umpires: Steve Davis (Aus) en Simon Taufel (Aus) Man of the Match: Tim Bresnan (Eng) |
|                            |                                                 |   |                                                 | |

#### Groep F
| Team            | Pld | G | V | NR | NRR    | Pts |
| --------------- | --- | - | - | -- | ------ | --- |
| Australië (A2)  | 3   | 3 | 0 | 0  | +2.733 | 6   |
| Sri Lanka (B1)  | 3   | 2 | 1 | 0  | −0.333 | 4   |
| West-Indië (D1) | 3   | 1 | 2 | 0  | −1.281 | 2   |
| India (C2)      | 3   | 0 | 3 | 0  | −1.117 | 0   |

| 7 mei 14:30 GMT Scorecard | Australië 185/5 (20 overs)                       | v | India 135 (17.3 overs)                            | Australië wint met 49 runs Kensington Oval, Bridgetown, Barbados Umpires: Billy Bowden (NZ) en Billy Doctrove (WI) Man of the Match: David Warner (Aus) |
| 7 mei 14:30 GMT Scorecard | David Warner 72 (42) Yuvraj Singh 2/20 (2 overs) |   | Rohit Sharma 79* (46) Shaun Tait 3/21 (3.4 overs) | Australië wint met 49 runs Kensington Oval, Bridgetown, Barbados Umpires: Billy Bowden (NZ) en Billy Doctrove (WI) Man of the Match: David Warner (Aus) |
|                           |                                                  |   |                                                   | |

| 7 mei 18:30 GMT Scorecard | Sri Lanka 195/3 (20 overs)                             | v | West-Indië 138/8 (20 overs)                            | Sri Lanka wint met 57 runs Kensington Oval, Bridgetown, Barbados Umpires: Rudi Koertzen (SA) en Simon Taufel (Aus) Man of the Match: Mahela Jayawardene (SL) |
| 7 mei 18:30 GMT Scorecard | Mahela Jayawardene 98* (56) Kemar Roach 2/27 (4 overs) |   | Ramnaresh Sarwan 28 (33) Ajantha Mendis 3/24 (4 overs) | Sri Lanka wint met 57 runs Kensington Oval, Bridgetown, Barbados Umpires: Rudi Koertzen (SA) en Simon Taufel (Aus) Man of the Match: Mahela Jayawardene (SL) |
|                           |                                                        |   |                                                        | |

| 9 mei 14:30 GMT Scorecard | India 169/6 (20 overs)                          | v | West-Indië 155/9 (20 overs)                     | West Indië wint met 14 runs Kensington Oval, Bridgetown, Barbados Umpires: Billy Bowden (NZ) and Simon Taufel (Aus) Man of the Match: Chris Gayle (WI) |
| 9 mei 14:30 GMT Scorecard | Chris Gayle 98 (66) Ashish Nehra 3/35 (4 overs) |   | Suresh Raina 32 (25) Kemar Roach 2/38 (4 overs) | West Indië wint met 14 runs Kensington Oval, Bridgetown, Barbados Umpires: Billy Bowden (NZ) and Simon Taufel (Aus) Man of the Match: Chris Gayle (WI) |
|                           |                                                 |   |                                                 | |

| 9 mei 18:30 GMT Scorecard | Sri Lanka 87 (16.2 overs)                          | v | Australië 168/5 (20 overs)                                     | Australië wint met 88 runs Kensington Oval, Bridgetown, Barbados Umpires: Ian Gould (Eng) and Rudi Koertzen (SA) Man of the Match: Cameron White (Aus) |
| 9 mei 18:30 GMT Scorecard | Cameron White 85* (49) Suraj Randiv 3/20 (4 overs) |   | Tillakaratne Dilshan 20 (12) Mitchell Johnson 3/15 (3.2 overs) | Australië wint met 88 runs Kensington Oval, Bridgetown, Barbados Umpires: Ian Gould (Eng) and Rudi Koertzen (SA) Man of the Match: Cameron White (Aus) |
|                           |                                                    |   |                                                                | |

| 11 mei Scorecard | India 163/5 (20 overs)                             | v | Sri Lanka 167/5 (20 overs)                          | Sri Lanka wint met 5 wickets Beausejour Stadium, Gros Islet, St Lucia Umpires: Aleem Dar (Pak) and Steve Davis (Aus) Man of the Match: Angelo Mathews (SL) |
| 11 mei Scorecard | Suresh Raina 63 (47) Lasith Malinga 2/25 (4 overs) |   | Kumar Sangakkara 46 (33) Vinay Kumar 2/30 (4 overs) | Sri Lanka wint met 5 wickets Beausejour Stadium, Gros Islet, St Lucia Umpires: Aleem Dar (Pak) and Steve Davis (Aus) Man of the Match: Angelo Mathews (SL) |
|                  |                                                    |   |                                                     | |

| 11 mei Scorecard | West-Indië 105 (19 overs)                           | v | Australië 109/4 (16.2 overs)                    | Australië wint met 6 wickets Beausejour Stadium, Gros Islet, St Lucia Umpires: Billy Bowden (NZ) and Rudi Koertzen (SA) Man of the Match: Steve Smith (Aus) |
| 11 mei Scorecard | Ramnaresh Sarwan 26 (31) Steve Smith 3/20 (4 overs) |   | Brad Haddin 42 (46) Chris Gayle 1/5 (0.2 overs) | Australië wint met 6 wickets Beausejour Stadium, Gros Islet, St Lucia Umpires: Billy Bowden (NZ) and Rudi Koertzen (SA) Man of the Match: Steve Smith (Aus) |
|                  |                                                     |   |                                                 | |

### Halve finales
| 13 mei 16:30 UTC Scorecard | Engeland 132/3 (16 overs) | v | Sri Lanka 128/6 (20 overs) | Engeland wint met 7 wickets Beausejour Stadium, Gros Islet, Saint Lucia |
| 13 mei 16:30 UTC Scorecard |                           |   |                            | Engeland wint met 7 wickets Beausejour Stadium, Gros Islet, Saint Lucia |
|                            |                           |   |                            |                                                                         |

| 14 mei 16:30 UTC | Australië 197/7 (19.5 overs) | v | Pakistan 191/6 (20 overs) | Australië wint met 3 wickets Beausejour Stadium, Gros Islet, Saint Lucia |
| 14 mei 16:30 UTC |                              |   |                           | Australië wint met 3 wickets Beausejour Stadium, Gros Islet, Saint Lucia |
|                  |                              |   |                           |                                                                          |

### Finale
| 16 mei Scorecard | Australië 147/6 (20 overs)                          | v | Engeland 148/3 (17 overs)                           | Engeland wint met 7 wickets Kensington Oval, Bridgetown, Barbados Umpires: Aleem Dar (Pak) and Billy Doctrove (WI) Man of the Match: Craig Kieswetter (Eng) |
| 16 mei Scorecard | David Hussey 59 (54) Ryan Sidebottom 2/26 (4 overs) |   | Craig Kieswetter 63 (49) Steve Smith 1/21 (3 overs) | Engeland wint met 7 wickets Kensington Oval, Bridgetown, Barbados Umpires: Aleem Dar (Pak) and Billy Doctrove (WI) Man of the Match: Craig Kieswetter (Eng) |
|                  |                                                     |   |                                                     | |